# Herrens himmelsfärds kloster
Herrens himmelsfärds kloster (serbisk kyrilliska: Манастир Вазнесења Господњег; latinska: Manastir Vaznesenja Gospodnjeg) är ett serbisk-ortodoxt kloster beläget i staden Višegrad, i Serbiska republiken, i Bosnien och Hercegovina.
Klostret är helgat åt Kristi himmelfärd.

## Historik
Klostrets kyrka började byggas år 1991 och stod färdig 1994. Den invigdes den 21 juli 1996 och det leddes av metropolit Nikolaj av Dabrobosna.
De som var med och byggde upp klosterkyrkan var Dejo Jovičić, Milivoje Mito Jovičić, Ranko Masal, Dobrivoje Sikirić, Ivan Masal, Milenko Jovičić, Siniša Lazarević och Dragiša Vučićević.